# Ганс-Удо фон Тресков
Ганс-Удо фон Тресков (нім. Hans-Udo von Tresckow; 25 червня 1893, Волау — 5 січня 1955, Бюккебург) — німецький військово-морський діяч, контрадмірал крігсмаріне (1 листопада 1942).

## Біографія
1 квітня 1912 року вступив у ВМФ. Пройшов підготовку на борту важкого крейсера «Герта» і у військово-морському училищі в Мюрвіку (1914). В 1914 році служив на важких крейсерах, В 1914/16 роках — на лінійному кораблі «Дойчланд». Закінчив курси при училищі підводного флоту (1917) і 25 лютого 1917 року призначений вахтовим офіцером на підводний човен SM U-2, 10 червня 1917 року переведений на SM UB-48. 22 червня 1918 року човен Трескова був інтернований іспанською владою, а екіпаж відправлений в Німеччину. Після демобілізації армії залишений на флоті. З 22 березня 1922 року — груповий і ротний офіцер військово-морського училища у Мюрвіку, з 15 жовтня 1924 року — командир роти 2-го батальйону корабельної кадрованої дивізії «Остзе». З 20 липня 1926 року — командир артилерійського навчального судна «Драку», з 1 жовтня 1928 року — 2-й артилерійський офіцер на лінійному кораблі «Сілезія», з 8 січня 1930 року — артилерійський офіцер на крейсері «Емден». З 25 вересня 1932 року — командир 2-го дивізіону морської артилерії. З липня 1935 року служив на штабних посадах в різних інспекціях. 29 вересня 1936 року був призначений начальником фортифікаційних споруд в Есммюнде, а 4 жовтня 1937 року очолив артилерійський відділ військово-морських верфей у Вільгельмсгафені. 13 серпня 1942 року був відправлений у Францію, де був призначений начальником морських укріплень району Сени-Сомми. Під час висадки союзних військ у Франції намагався організувати опір, але підпорядковані йому війська були розгромлені, а сам Тресков 12 вересня 1944 року був взятий у полон. 13 січня 1947 року звільнений.

## Нагороди
- Залізний хрест 2-го і 1-го класу
- Хрест «За військові заслуги» (Австро-Угорщина) 3-го класу з військовою відзнакою
- Галліполійська зірка (Османська імперія)
- Нагрудний знак підводника (1918)
- Почесний хрест ветерана війни з мечами
- Медаль «За вислугу років у Вермахті» 4-го, 3-го, 2-го і 1-го класу (25 років)
- Хрест Воєнних заслуг 2-го і 1-го класу з мечами